# 744 (numero)
Settecentoquarantaquattro (744) è il numero naturale dopo il 743 e prima del 745.

## Proprietà matematiche
- È un numero pari.
- È un numero composto con 16 divisori: 1, 2, 3, 4, 6, 8, 12, 24, 31, 62, 93, 124, 186, 248, 372, 744. Poiché la somma dei suoi divisori (escluso il numero stesso) è 1176 > 744, è un numero abbondante.
- È un numero semiperfetto in quanto pari alla somma di alcuni (o tutti) i suoi divisori.
- È un numero pratico.
- È un numero palindromo nel sistema di numerazione posizionale a base 7 (2112) e in quello a base 30 (OO). In quest'ultima base è altresì un numero a cifra ripetuta.
- È parte delle terne pitagoriche (217, 744, 775), (310, 744, 806), (558, 744, 930), (744, 817, 1105), (744, 992, 1240), (744, 1395, 1581), (744, 1850, 1994), (744, 2170, 2294), (744, 2835, 2931), (744, 3808, 3880), (744, 4433, 4495), (744, 5742, 5790), (744, 7670, 7706), (744, 8633, 8665), (744, 11520, 11544), (744, 15367, 15385), (744, 17290, 17306), (744, 23058, 23070), (744, 34592, 34600), (744, 46125, 46131), (744, 69190, 69194), (744, 138383, 138385).
- È un numero odioso.

## Astronomia
- 744 Aguntina è un asteroide della fascia principale del sistema solare.
- NGC 744 è un ammasso aperto della costellazione di Perseo.

## Astronautica
- Cosmos 744 è un satellite artificiale russo.